# Protolampra brunneicollis
Protolampra brunneicollis är en fjärilsart som beskrevs av Augustus Radcliffe Grote 1864. Protolampra brunneicollis ingår i släktet Protolampra och familjen nattflyn. Inga underarter finns listade i Catalogue of Life.

## Bildgalleri

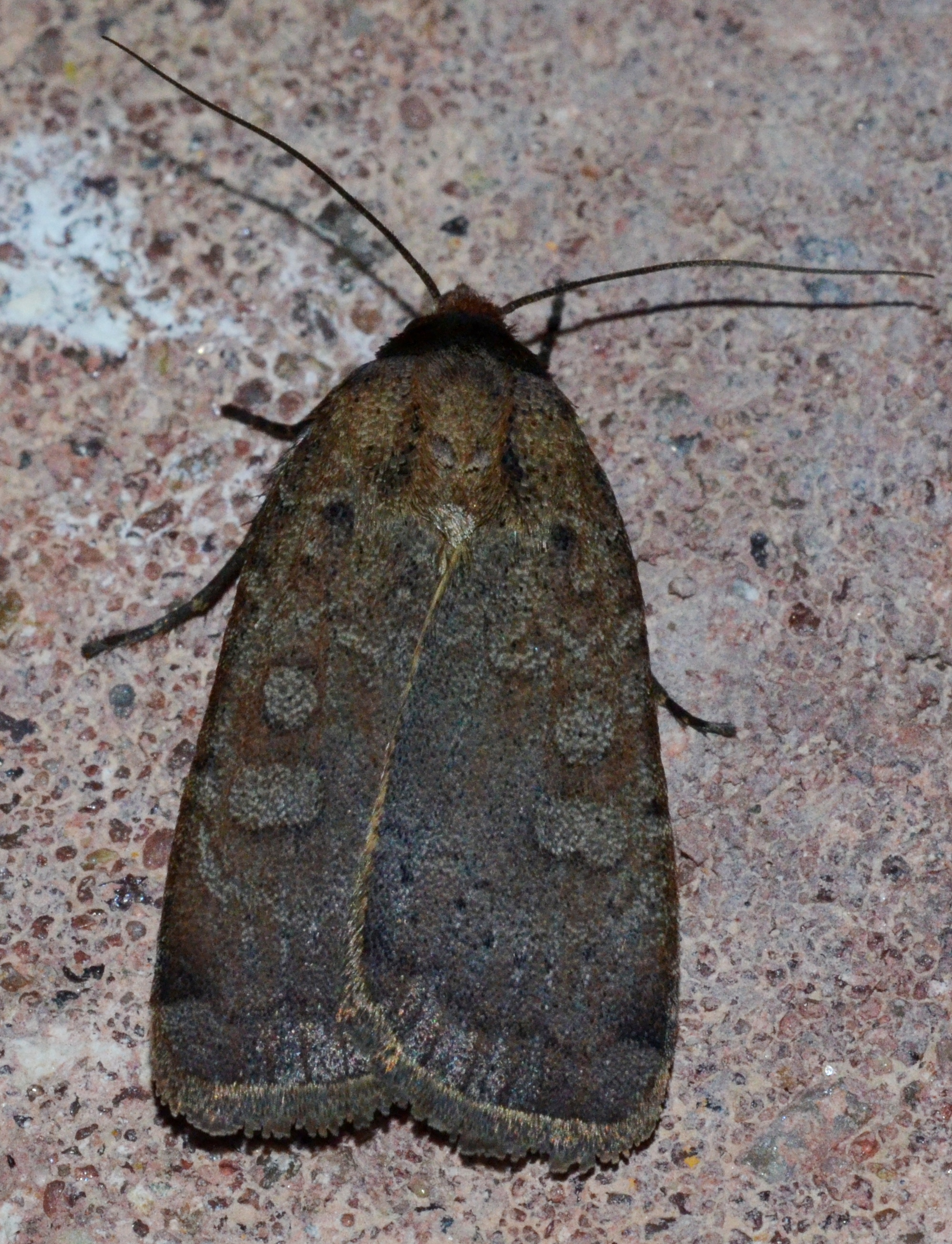
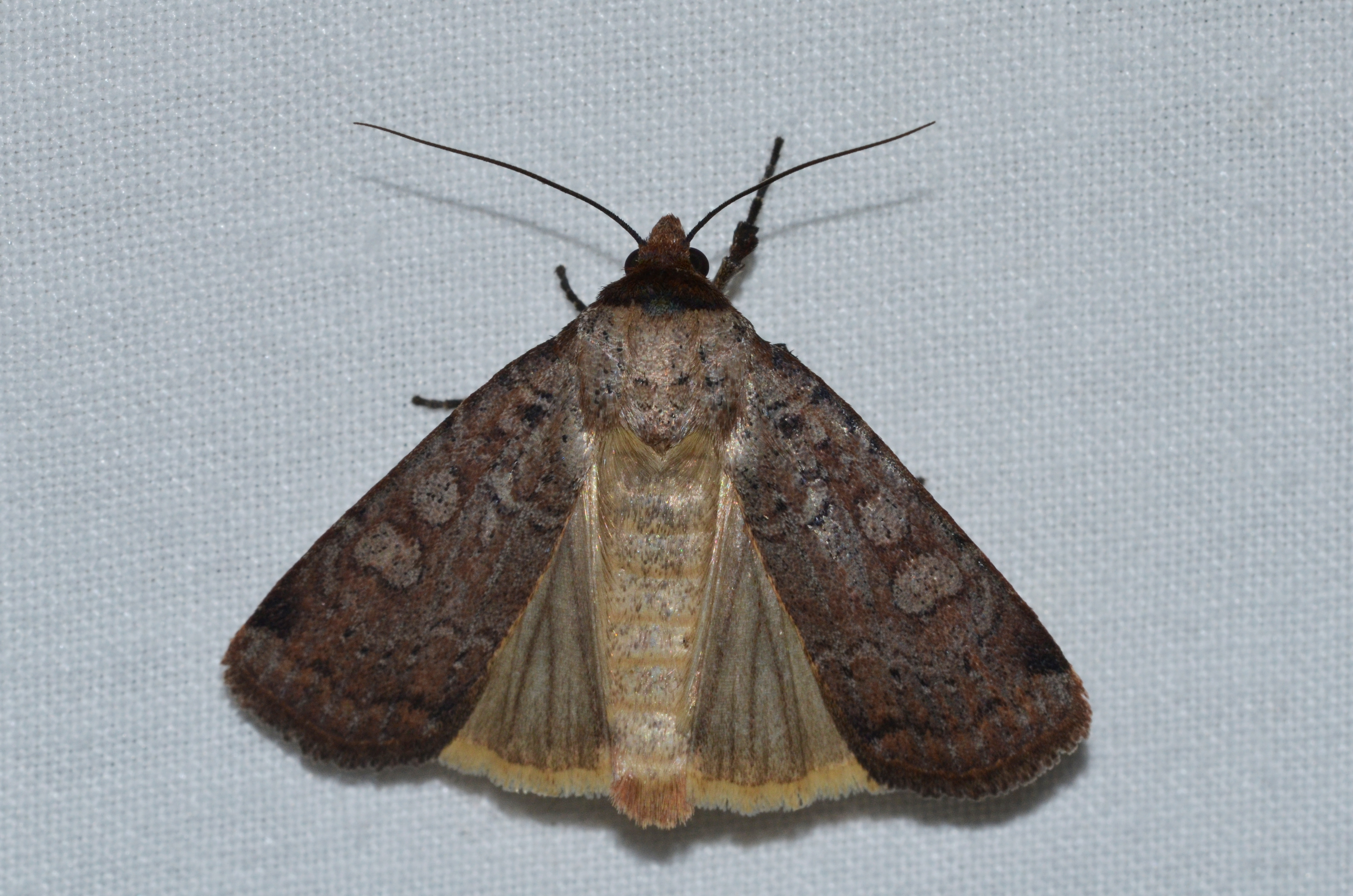
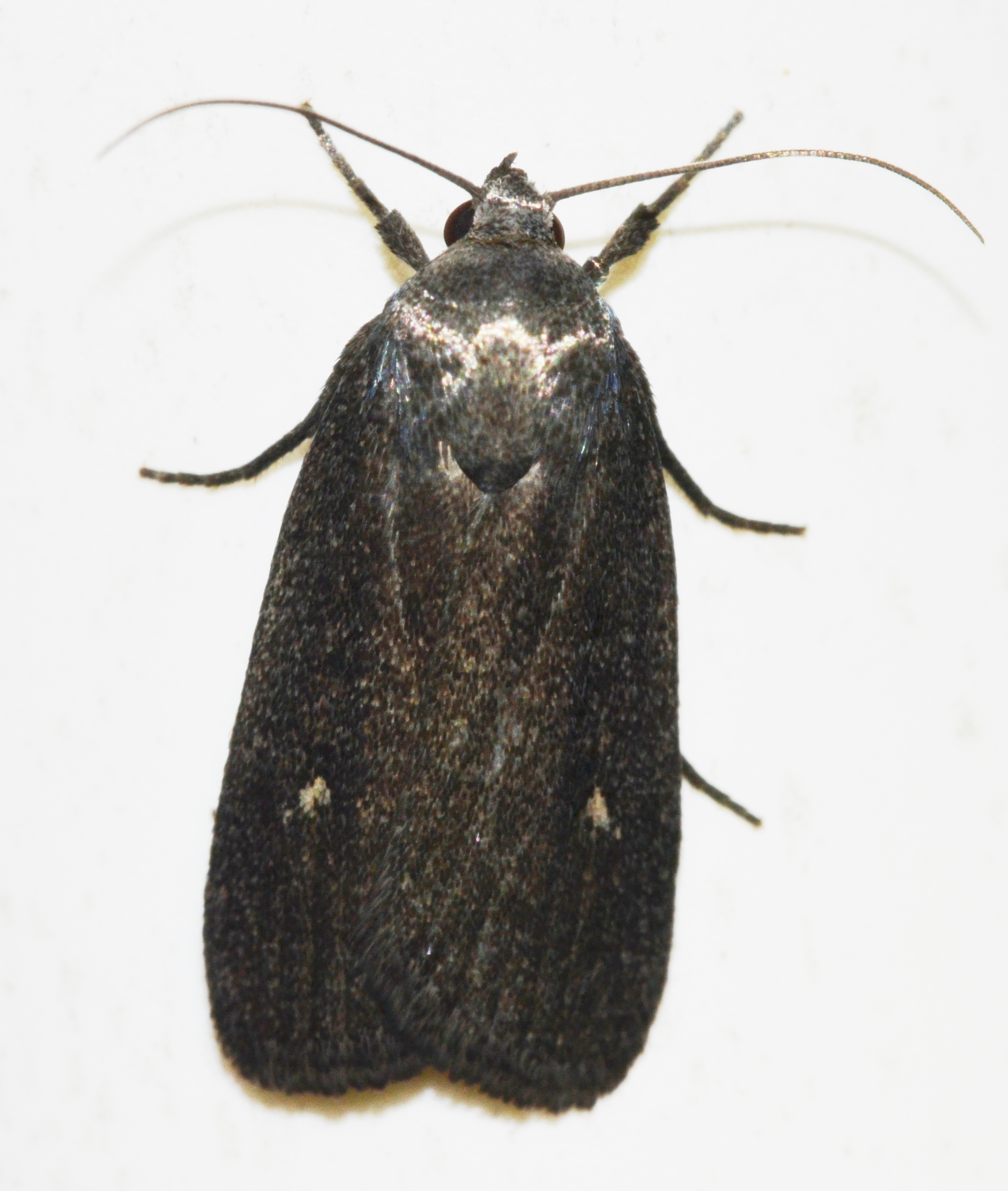